# Ignacio
Ignacio è un centro abitato (town) degli Stati Uniti d'America, situato nella contea di La Plata dello Stato del Colorado. Nel censimento del 2010 la popolazione era di 697 abitanti.

## Geografia fisica
Secondo i rilevamenti dell'United States Census Bureau, Ignacio si estende su una superficie di 0,7 km².